# Monteleone Sabino
Monteleone Sabino là một đô thị ở tỉnh Rieti trong vùng Latium, có khoảng cách khoảng 45 km về phía đông bắc của Roma và cách khoảng 20 km về phía nam của Rieti. Tại thời điểm ngày 31 tháng 12 năm 2004, đô thị này có dân số 1.252 người và diện tích là 18,8 km².
Đô thị Monteleone Sabino có các frazione (đơn vị cấp dưới) Ginestra Sabina.
Monteleone Sabino giáp các đô thị: Frasso Sabino, Poggio Moiano, Poggio San Lorenzo, Rocca Sinibalda, Torricella in Sabina.